# Bissou
Bissou est une commune rurale située dans le département de Godyr de la province de Sanguié dans la région du Centre-Ouest au Burkina Faso.

## Éducation et santé
Bissou accueille un centre de santé et de promotion sociale (CSPS) tandis que le centre médical avec antenne chirurgicale (CMA) de la province se trouve à Réo.